# María Mercedes (telenovela)
María Mercedes es una telenovela mexicana dirigida por Beatriz Sheridan y producida por Valentín Pimstein para Televisa en 1992. Transmitida por El Canal de las Estrellas entre el 14 de septiembre de 1992 y el 5 de enero de 1993. Es una historia original de la escritora Inés Rodena que fue adaptada por Carlos Romero. 
Está protagonizada por Thalía y Arturo Peniche, con las participaciones antagónicas de Laura Zapata, Nicky Mondellini y Diana Golden.

## Trama
María Mercedes (Thalía) es una chica humilde que mantiene a su familia compuesta por sus hermanos Memo (Enrique Marine), Rosario (Karla Álvarez) y el pequeño Andresito (Alfredo Gutiérrez), así como su padre Manuel (Luis Uribe), un alcohólico que trabaja poco y gasta todo el dinero en su vicio, que lo tiene casi incapacitado, obligando a María Mercedes a hacer infinidad de trabajos para poder mantenerlos. Su madre los dejó cuando era una niña. Meche vende lotería en las esquinas y consigue alimentar a su familia, a pesar de que son malagradecidos con ella.
Santiago del Olmo (Fernando Ciangherotti) es un hombre millonario que se está muriendo, pero no puede hacerlo en paz sabiendo que su tía Malvina (Laura Zapata), una codiciosa mujer, y sus dos hijos a los que cree tan malos como a su madre, Jorge Luis (Arturo Peniche) y Digna (Carmen Amezcua), se quedarán con todo. Santiago conoce a María Mercedes cuando ésta le vende una lotería y con el tiempo le propone matrimonio para dejar a su tía Malvina sin la fortuna que tanto desea.
Santiago muere, dejando a María Mercedes heredera universal de su fortuna y la mitad de la mansión familiar, la otra mitad de la mansión la deja a Malvina y sus hijos con una renta del 10 % mensual. Dejando una cláusula de que, si alguna de las partes renuncia a vivir en la casa, perderá el derecho de vivir de la fortuna Del Olmo, así obliga a Malvina a seguir viviendo atormentada ahora con la que ha apodado Maldita Billetera.
Jorge Luis no desea saber nada sobre las mujeres, tras el asesinato de su primera esposa Diana San Román (Silvia Campos) a manos de su despechado exnovio Elías Carrillo (Armando Franco), mismo que la mató a tiros al salir de la iglesia, y al emprender la huida, su automóvil queda varado justo debajo de las vías del tren, siendo arrastrado varios metros y muriendo en el acto.
Cuando muere Santiago, Malvina consigue casar por el civil a María Mercedes y Jorge Luis, quien no ha podido superar la muerte de Diana, y cuya voluntad se somete totalmente a lo que diga su madre. Después Malvina trata a toda costa de disolver la unión, diciendo que Jorge Luis está enfermo y llegando a decir que Meche está loca. Por otra parte está Mística (Nicky Mondellini), una bella y sensual mujer, pero frívola y egoísta quien ama desesperadamente a Jorge Luis. Él en algún momento trata de rehacer su vida con Mística, relación aprobada por su madre ya que Mística tiene dinero.
No obstante ella lo rechaza para casarse con Don Sebastián Ordóñez (Luis Gimeno), un hombre muy adinerado. Posteriormente, al ver que Jorge Luis se casa con María Mercedes, a la que llama "La Billetera", quiere recuperarlo, pues en el fondo, lo sigue amando y se rehúsa a aceptar que él se esté consolando de su viudez y de terminar con ella, con una mujer pobre. Su enojo y celos son más aún al saber que María Mercedes está embarazada de él y que conforme avanza el embarazo y María Mercedes va aprendiendo a arreglarse mejor, Jorge Luis se va enamorando cada vez más de ella.
María Magnolia (Gabriela Goldsmith) es una mujer de alta sociedad que esconde un terrible secreto a su marido, Rodolfo (Jaime Moreno Gálvez). Ella antes de convertirse en una dama, fue una muchacha pobre de vecindad casada con un alcohólico y madre de 4 hijos a los que abandonó, en un arrebato de desesperación por el maltrato y el vicio de su marido. Pronto descubre que María Mercedes es su hija, por lo que se vuelve su amiga y protectora, la ayuda a mantener el interés de Jorge Luis por ella y a darle valor ante las constantes jugarretas de Malvina y Mística. A riesgo de perder a su marido, empeña sus joyas para conseguirle un abogado a Memo, el hermano mayor de María Mercedes, para tratar de sacarlo de la cárcel; él es el primero en enterarse de que ella es su madre. Magnolia también ayuda a Rosario, la egoísta y temperamental hermana menor de María Mercedes, y trata de ganarse el cariño de Andrés, el hermano más pequeño de los cuatro. El padre de María Mercedes muere, haciendo prometer a Magnolia que pase lo que pase, no volverá a abandonar a sus hijos.
Tras unas terribles vacaciones en las que Jorge Luis, después de las intrigas de Malvina y Mística, se decide a dejar definitivamente a María Mercedes para volver con Mística, María Mercedes es internada en un Manicomio por medio de Malvina, del que se escapa en la primera oportunidad. Jorge Luis, ya más tranquilo, pide a las autoridades que no la busquen y la dejen en paz. Posteriormente se da cuenta de que está más enamorado que nunca de María Mercedes y le pide que vuelva con él a la casa y viva como su esposa otra vez. Llegado el momento del parto, María Mercedes da a luz gemelas, una de las cuales muere por malformaciones. Mística trata de seducir nuevamente a Jorge Luis, al no conseguirlo y sabiendo que está embarazada de Don Sebastián, logra dormir a Jorge Luis y luego trata de hacerle creer que está embarazada porque pasó algo entre ellos. Él no le cree. Don Sebastián muere en un accidente automovilístico junto con su amante al partir hacia su nueva casa. Malvina, al saber que Mística es viuda y heredera de la fortuna de Don Sebastián, insta nuevamente a Jorge Luis a dejar a María Mercedes para unirse a Mística y tener su dinero. Jorge Luis, enamorado de su esposa y fastidiado de la presión materna, se marcha de la casa para vivir con María Mercedes. Malvina tiene un arranque de ira por ambición, deseo de venganza y desesperación al ver que el hijo al que ha dominado durante años se va y que todos su planes han fracasado. En este trance se viste con los harapos que solía usar María Mercedes y se lanza a las calles a limpiar parabrisas de automóviles y vender billetes de lotería. Finalmente es llevada a un manicomio.
María Magnolia se reconcilia con Rodolfo. Al final se descubre que ella es la madre de María Mercedes, quien al principio no acepta bien la noticia, pero igualmente, la ama por ser su madre y por toda la ayuda que le dio durante todo ese tiempo.
María Mercedes se casa con Jorge Luis en la basílica de Guadalupe.

## Reparto
- Thalía - María Mercedes "Meche" Muñoz González de Del Olmo
- Arturo Peniche - Jorge Luis del Olmo Morantes
- Laura Zapata - Malvina Morantes vda. de Del Olmo
- Gabriela Goldsmith - María Magnolia González de Mancilla
- Carmen Amezcua - Digna del Olmo Morantes
- Carmen Salinas - Filogonia "Doña Filo"
- Nicky Mondellini - Mística Casagrande de Ordóñez
- Fernando Ciangherotti - Santiago del Olmo
- Roberto Ballesteros - Cordelio Cordero Manso
- Luis Uribe - Manuel Muñoz
- Fernando Colunga - Chicho
- Karla Álvarez - Rosario Muñoz González
- Diana Golden - Fabiola Mayerling San Roman
- Meche Barba - Doña Chonita
- Rosa Carmina - Doña Rosa
- Jaime Moreno Gálvez - Rodolfo Mancilla
- Raúl Padilla "Chóforo" - Argemiro "El Chupes" Camacho
- Luis Gimeno - Don Sebastián Ordóñez
- Roberto "Flaco" Guzmán - Teo "El Jarocho"
- Aurora Molina - Doña Natalia
- Virginia Gutiérrez - Doña Blanca Sáenz
- Jaime Lozano - Dr. Díaz
- Alberto Inzúa - Lic. Mario Portales
- Enrique Marine - Guillermo "Memo" Múñoz González
- Héctor del Puerto - Funcionario del Lic. Portales
- Héctor Gómez - Chaplin
- Julio Urrueta - Napoleón
- Silvia Caos - Alma
- Carlos Rotzinger - Omar
- Manuel D'Flon - Lázaro
- Irma Torres - Nana Cruz
- José Luis González y Carrasco - Joel
- Agustín López Zavala - Alberto
- Vanessa Angers - Berenice
- Marco Uriel - Adolfo
- Silvia Campos - Diana San Román
- Evangelina Sosa - Candelaria "Candy"
- Cuco Sánchez - Genaro
- Carlos Corres - Amateo
- Marcela Figueroa - Sara
- Yula Pozo - Lucinda
- Arturo García Tenorio - Rogaciano "El Latas"
- Lucero Lander - Karin
- Arturo Lorca - Gabriel El Mollejas
- Rebeca Manríquez - Justa
- Irlanda Mora - Paz
- Erika Oliva - Araceli
- Xavier Ximénez - Padre Enrique
- Rossana San Juan - Zafiro
- Rafael del Villar - Ricardo
- Patricia Navidad - Iris
- Víctor Vera - Juez del Registro Civil
- Paquita la del Barrio - Paquita
- Ari Telch - Carlos Urbina
- David Ostrosky - Dr. Muñoz
- Alfredo Gutiérrez - Dr. Arturo Valadez
- Ricardo Vera - Lic. Andrés Gómez Portales
- Lina Michel
- Elia Domenzain - Directora de la academia
- Jeanette Candiani - Gloria
- Martha Zamora - Herminia
- Sara Montes - Rebeca
- Alfredo Gutiérrez - Andresito Muñoz González
- María Eugenia Ríos - Directora del reformatorio
- Eva Calvo - Virginia [1]
- Eduardo Liñán - Agente del Ministerio Público
- Armando Franco - Elías Carrillo
- Tito Livio - El Clavo
- Jorge Granillo - El Hamburguesa
- Dolores Salomón "Bodokito" - Ludovina
- Gustavo Rojo - Dr. Pérez
- América - Gabriela
- Aarón Beas - Martín
- Guillermo Murray - Dr. Carvajal
- Miguel Garza - Esteban
- Paola Garera - Mirna
- Eduardo Rivera - Danilo
- José Zambrano - Lic. Robles

## Premios

### Premios TVyNovelas 1993
| Categoría                 | Nominado(a)            | Resultado |
| ------------------------- | ---------------------- | --------- |
| Mejor telenovela          | Valentín Pimstein      | Nominado  |
| Mejor actriz protagónica  | Thalía                 | Nominada  |
| Mejor actriz joven        | Thalía                 | Ganadora  |
| Mejor actor protagónico   | Arturo Peniche         | Ganador   |
| Mejor villana             | Laura Zapata           | Ganadora  |
| Mejor actriz de reparto   | Carmen Salinas         | Ganadora  |
| Mejor actriz de reparto   | Gabriela Goldsmith     | Nominada  |
| Mejor actor de reparto    | Raúl Padilla "Chóforo" | Ganador   |
| Mejor actor de reparto    | Fernando Ciangherotti  | Ganador   |
| Mejor revelación femenina | Nicky Mondellini       | Nominada  |
| Mejor actuación infantil  | Alfredo Gutiérrez      | Nominado  |

### Premios El Heraldo de México
| Categoría               | Nominada | Resultado |
| ----------------------- | -------- | --------- |
| Mejor actriz revelación | Thalía   | Ganadora  |

### Premios Eres
| Categoría    | Nominada | Resultado |
| ------------ | -------- | --------- |
| Mejor actriz | Thalía   | Ganadora  |

### Premios Bravo
| Categoría            | Nominada | Resultado |
| -------------------- | -------- | --------- |
| Mejor actriz juvenil | Thalía   | Ganadora  |

## Versiones
- María Mercedes está basada en la radionovela Enamorada escrita por Inés Rodena. Otras versiones que se han hecho de esta novela fueron:
  - La italianita, producida por RCTV (Venezuela) en 1973, dirigida por Juan Lamata y protagonizada por Marina Baura y Elio Rubens.
  - Rina, producida por Televisa (México) en 1977 de la mano de Valentín Pimstein y protagonizada por Ofelia Medina y Enrique Álvarez Félix.
  - Rubí rebelde, producida por RCTV (Venezuela) en 1989, dirigida por Renato Gutiérrez y protagonizada por Mariela Alcalá y Jaime Araque. Esta telenovela fue una fusión de esta historia y La gata.
  - Inocente de ti, producida por Televisa (México) y Fonovideo (Estados Unidos) en 2004 de la mano de Nathalie Lartilleux y protagonizada por Camila Sodi y Valentino Lanús.
  - Maria Esperança, producida por SBT (Brasil) en 2007 de la mano de Henrique Martins y protagonizada por Bárbara Paz y Ricardo Ramory.
  - María Mercedes, producida por ABS-CBN (Filipinas) en 2013 de la mano de Jake Cuenca y protagonizada Jessy Mendiola y Jason Abalos.
- Filipinas ABS-CBN 2: (en el año 1996, esto es la primera telenovela apodada en Tagalo después de Agujetas de color de rosa de GMA 7 y Morena Clara de ABC 5). [cita requerida]